# NGC 1597
NGC 1597 é uma galáxia elíptica (E-S0) localizada na direcção da constelação de Eridanus. Possui uma declinação de -11° 17' 24" e uma ascensão recta de 4 horas, 31 minutos e 13,4 segundos.
A galáxia NGC 1597 foi descoberta em 1886 por Ormond Stone.